# San Fernando, Nicaragua
San Fernando är en kommun (municipio) i Nicaragua med 10 291 invånare (2012). Den ligger i den bergiga norra delen av landet i departementet Nueva Segovia, vid gränsen mot Honduras. Nicaraguas högsta berg, det 2107 meter höga Mogotón, ligger i San Fernando.

## Geografi
San Fernando gränsar till kommunerna Jalapa och El Jícaro i öster, Ciudad Antigua i söder, och Mozonte i väster, samt till Honduras i norr. Den största orten i kommunen är centralorten San Fernando med 2 034 invånare (2005). Övriga större orter (comarcas) är Santa Clara med 1 539 invånare och Aranjuez med 1 331 invånare.

## Historia
Kommunen grundades 1897.

## Natur
Kommunens norra del består av bergskedjan Cordillera de Dipilto och mer än 50 procent av kommunens yta ligger i Naturreservatet Dipilto y Jalapa. Där ligger också det 2107 meter höga Mogotón, som är Nicaraguas högsta berg, på gränsen mellan San Fernando, grannkommunen Mozonte och grannlandet Honduras.

## Näringsliv
San Fernando är en jordbruksbygd.

## Religion
San Fernando firar sin festdag den 30 maj till minne av Ferdinand den helige. Som en del av festligheterna utses varje år en bönornas drottning (Reina de frijoles).